# مسيمير (قطر)
مسيمير هي تجمع سكني في بلدية الريان في دولة قطر؛ تقع جنوب غرب الدوحة، ويحدها من الغرب منطقة الدوحة الصناعية، ومن الشمال عين خالد وأبو هامور، ومن الشرق الثمامة، ومن الجنوب الوكير.

## تسمية
أخد هذا التجمع السكني اسمه من كلمة «مسامير»، ومن غير معناها الأصلي كجمع لمسمار؛ فالكلمة تستخدم لدى أهل المنطقة لوصف الأحجار الخشنة ذات الألوان الداكنة برؤوس تشبه المسامير، ونظرًا لوجود هذه الأحجار بكثرة في المنطقة تقرر أن تسمى بهذا الاسم.

## تاريخ
وفقًا للتاريخ الشفوي؛ في عام 1851م شن سكان قبائل منطقة مسيمير هجوما على مدينة الدوحة، وبعد أن أدرك جاسم بن محمد بن ثاني أن كل قبيلة في البلد لها أعلامها المميزة الخاصة بها، وتأكد أنها لن تقبل بعلم الدوحة، قرر اتخاد علم جديد شامل، سيصبح في النهاية علم قطر الحديث، بعد عدة تعديلات.

في عام 1908م، سجل جون غوردون لوريمر ملاحظة عن مسيمير، في دليله الجغرافي للخليج العربي، موضحًا موقعها على أنه «7 أميال جنوب الدوحة، و8 من الساحل الشرقي»، ثم يقول:
«هناك حوالي 10 آبار غير مبطنة في المنطقة، عمقها نصف فاتوم، وبها مياه صالحة للشرب. هذا هو المكان الذي قطعت فيه القوات التركية في فبراير 1893م، عندما زار والي البصرة مدينة الدوحة».
في عام 2008م، تم تشييد أول كنيسة مسيحية في قطر، وهي الكنيسة الكاثوليكية للسيدة روزاري في مجمع مسيمير، وقد وافقت الحكومة القطرية على السماح لتحالف الكنائس الإنجيلية في قطر ببناء كنيسة في المجمع، في عام 2015م، وقد بدأ بناؤها في عام 2016م.

## المنشآت

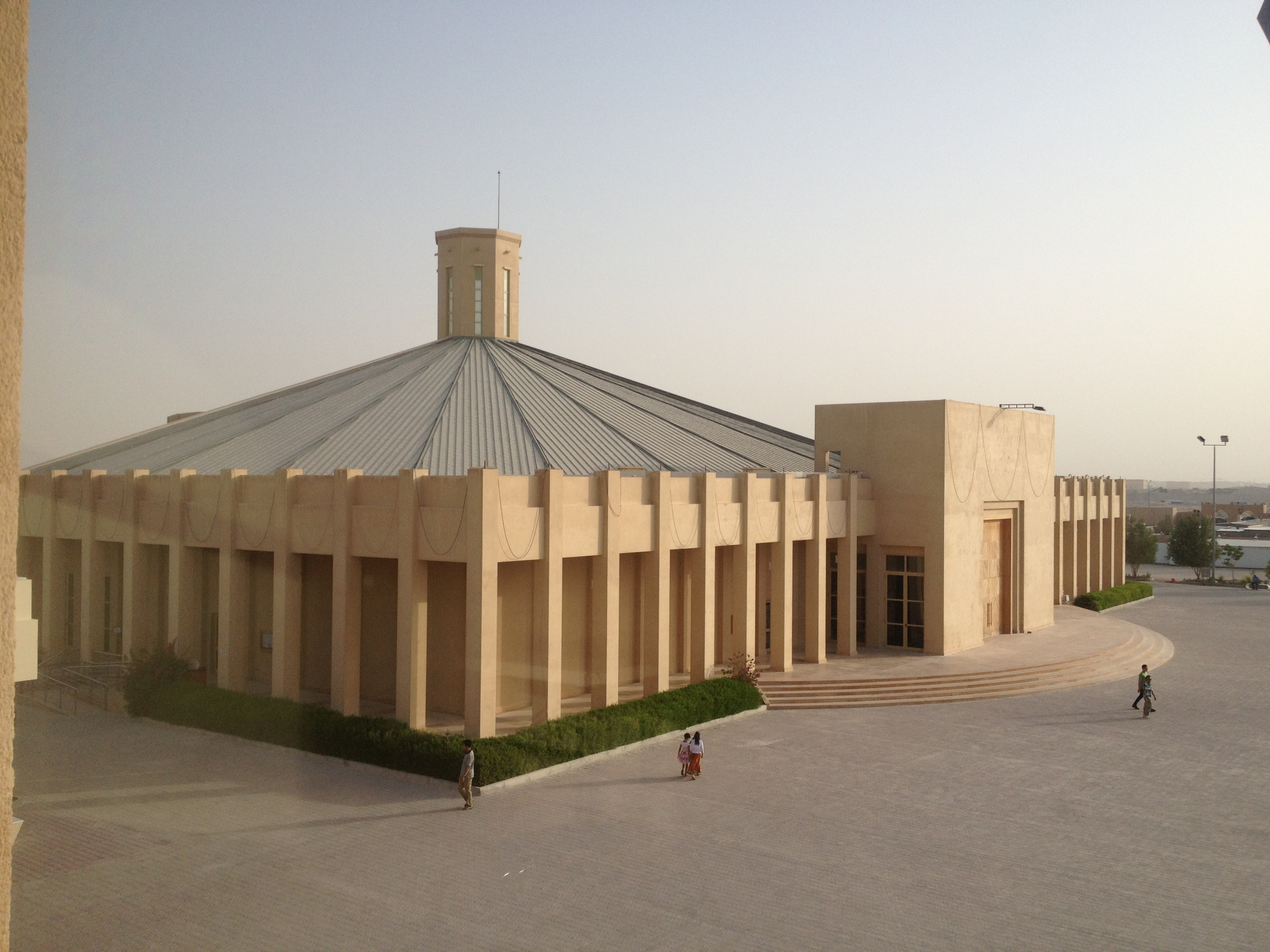
الكنيسة المسيحية الكاثوليكية للسيدة روزاري في مسيمير

### بنية تحتية
تشهد منطقة مسيمير تطورا عمرانيا ملحوظًا، كأي تجمع سكاني في قطر؛ فقد أطلقت مجموعة بروة العقارية في فبراير 2009م مشروعًا يُعرف باسم «مساكن مسيمير»، يهدف إلى بناء 1000 وحدة سكنية، وسوبر ماركت، وحضانة، ومسجد داخل مجمع مسور. كما أطلقت نفس المجموعة مشروعًا سكنيًّا آخر يعرف باسم مدينة بروة، في طريق أبو هامور، يشمل 6968 وحدة سكنية موزعة على 128 مبنى، ويغطي مساحة 135 هكتار. كما يتم بناء محطة مترو مسيمير، وما إنْ يكتمل ستكون جزءًا من الخط الأخضر لمترو الدوحة. ورياضيا؛ يمثل المنطقة حاليًا نادي مسيمير الرياضي، وهو نادٍ متعددُ الرياضات؛ يتنافس فريقه لكرة القدم في دوري نجوم قطر.

### منشآت تعليمية
المدارس التعليمية التالية تقع في مسيمير:
| ٳسم المدرسة                     | المنهج الدراسي | الدرجة          | الجنس  | الموقع الرسمي | مرجع   |
| ------------------------------- | -------------- | --------------- | ------ | ------------- | ------ |
| أكاديمية الدوحة - سلوى          | عالمي          | ابتدائي - ثانوي | كلاهما | الموقع الرسمي | [ 11 ] |
| المدرسة الهندية الٳسلامية       | عالمي          | ابتدائي - ثانوي | كلاهما | غير متاح      | [ 12 ] |
| مدرسة بيرلا العامة - مسيمير     | عالمي          | ابتدائي - ثانوي | كلاهما | الموقع الرسمي | [ 13 ] |
| مدرسة هاميلتون الدولية - مسيمير | عالمي          | ابتدائي - ثانوي | كلاهما | الموقع الرسمي | [ 14 ] |
| مدرسة أوريكس الدولية - مسيمير   | عالمي          | ابتدائي - ثانوي | كلاهما | الموقع الرسمي | [ 15 ] |

## منشآت أخري

### نادي مسيمير
```
هو أحد أندية 
قطر،
 يلعب في الدوري القطري الدرجة الثانية؛ بدأ تكوين النادي سنة 1996م، باعتباره فريق كرة قدم، (تحت اسم نادي النهضة الرياضي)، والواقع بمنطقة المعمورة بمدينة الدوحة، وترجع تبعيته الإدارية والمالية إلى 
الاتحاد القطري لكرة القدم
.
[
16
]
[
17
]
[
18
]
```

وفي عام 1998م أصدر صاحب السمو ولي العهد الأمين مكرمته بإشهار النادي، ويتبع اللجنة الأولمبية الأهلية القطرية؛ حيث تم تشكيل جمعية عمومية تأسيسية من أبناء المنطقة، وتم انتخاب مجلس الإدارة، وعلى ضوئها في تلك الفترة تم تغيير اسم النادي من: النهضة الرياضي، إلى: نادي الشعلة الرياضي.
وفي عام 2000م تم بناء مقر رسمي للنادي، بمنطقة مسيمير، تحت إشراف اللجنة الأولمبية الأهلية، مكون من مبنى إداري، وغرف تبديل ملابس، وملعب كرة قدم واحد.
بدأ مجلس الإدارة بعمل خطط، وتم دراستها لاستقطاب أبناء المنطقة لمقر النادي، وتشكيل قاعدة من اللاعبين في جميع الفئات السنية، ابتداء من فئة البراعم إلى الفريق الأول، ووفروا جميع السبل التي تسهم في نهضة النادي من أدوات رياضية وملحقاتها، إلي مدربين أكفاء وتربويين ولاعبين محترفين.
بدأ النادي مسيرتة الرياضية، وكان دوما يحمل لقب الوصيف على مستوى الفريق الأول، ولكن بعد فترة زمنية بسيطة بدأ براعم وأشبال النادي في مقارعة الأندية الكبرى، بإحراجهم والفوز عليهم، مما دفع مجلس الإدارة إلى الاجتهاد والاهتمام بهذه القاعدة التي هي عماد النادي ومستقبله، فعينوا لهم إداريين على مستوى عالٍ من الخبرة، ومدربين كذلك، ووفروا لهم الاهتمام خارج النادي، بمتابعتهم في مدارسهم ومتابعة مستوى تفوقهم العلمي، بالإضافة إلى الاهتمام بهم داخل النادي، متمنين من الله التوفيق لرفع راية الرياضة القطرية خفاقة، وفي عام 2004م، ونزولا على رغبة السادة أعضاء النادي المؤسسين والعاملين في تغيير اسم النادي تم تغيير اسم النادي إلى نادي مسيمير، حسب المنطقة الواقع بها مقر النادي، ليتماشى الاسم الجديد مع النهضة الرياضية السائدة بالدولة.